# Massa minima
In astronomia, la massa minima è il limite inferiore della massa di un oggetto osservato come un pianeta, una stella, un sistema binario, una nebulosa o un buco nero. La massa minimia è una statistica ampiamente misurata e citata per i  pianeti extrasolari. Poiché  la maggior parte di essi è scoperta grazie al metodo della velocità radiale che rileva i pianeti misurando i cambiamenti nel movimento delle stelle nella linea di vista, le  inclinazioni orbitali non sono note
e quindi la  massa reale non può essere calcolata. Se si conosce l'inclinazione orbitale la massa reale può essere calcolata, eliminando di fatto l'utilità della massa minima calcolata, usando la formula seguente:
{\displaystyle M_{\text{reale}}={\frac {M_{\min }}{\sin i}}\,}
(dove i indica l'angolo di inclinazione). Statisticamente la massa minima e la massa reale hanno generalmente valori non troppo differenti.